# Serra Dourada
Serra Dourada là một đô thị thuộc bang Bahia, Brasil. Đô thị này có diện tích 1441,545 km², dân số năm 2007 là 18410 người, mật độ 12,8 người/km².